# أنطونيو فوسكو
أنطونيو فوسكو (بالإيطالية: Antonio Fusco)‏ (6 يناير 1916 في إيطاليا - 19 ديسمبر 1993 في إيطاليا) هو لاعب كرة قدم إيطالي في مركز الوسط. لعب مع نادي بيزا ونادي روما وMATER ‏.

## وصلات خارجية
- أنطونيو فوسكو على موقع عالم كرة القدم.نت (الإنجليزية)